# 讃岐うどん
讃岐うどん（さぬきうどん、Sanuki udon）は、香川県（旧讃岐国）のうどんである。

## 概要

### ブランドの成り立ち
香川県において、うどんは地元で特に好まれている料理である。
同県の2016年時点のサイトによれば、蕎麦とともに人口一千人あたりの店舗数は日本全国の都道府県別統計においても第1位であり、うどん用小麦の使用量は全国一位であったとされる。
料理等に地域名を冠してブランド化する地域ブランドの1つとしても、観光客の増加、うどん生産量の増加、知名度注目度の上昇などの効果をもたらし、地域ブランド成功例の筆頭に挙げられる。
日経リサーチの隔年調査では地域ブランドの総合力において350品目中1位となり（2008年、2010年連続）、観光客は行き先選択の理由、香川の魅力の第一にうどんを挙げ、2011年には香川県庁と香川県観光協会はうどんを全面的に推しだした観光キャンペーン「うどん県」をスタートさせた。
古くから良質の小麦、塩、醤油、そして地元ではイリコと呼ばれている煮干しなどが、讃岐国（現在の香川県）の特産品であり、それらうどんの材料の入手が容易であった。元禄時代の一枚の屏風絵にも複数のうどん屋を認めることができる。時代が下り、現在の地域ブランド名称として広く知られるようになったのは、うどんを名物とし始めた1960年代頃と考えられている。
香川県のうどん店や家庭で作られるうどんを指すとともに、日本全国各地の飲食店でもうどん料理が当名称で供されていたり、冷凍食品などとして手軽に購入できたりするなど、香川県外の地域でも容易に食せる料理として広まっている。代表的なうどんの一種として有名になったことや、2006年から開始された地域団体商標制度への登録は「地名＋商品名」でも、一般的に使用されている名称で全国各地で作られている物は難しいという見解を特許庁は示しており、該当する商品（後述）において「本場」「特産」などと表示する場合のみ、公正競争の観点から規制を設けた程度にとどまっている。本場でしか味わえない点と、どこでも容易に触れ得る点の両面から、「本場の味を試したい」という欲求を呼び起こすことに成功している一方で、日本国外でのブランド防衛では後手に回った事例も見られる（後述）。
小麦粉の切り麺であるうどんは香川にしかないものではなく、古来全国にあるが、讃岐は特にうどんのトップブランドとして広く認知されており、各地のうどんを紹介する際に「第二の讃岐うどん」といった表現が用いられたり、特にゆかりはなくとも「讃岐」「讃岐風」を謳われたりしている。

### 香川県における状況
香川県民の生活の中で、うどんは特別な位置を占めている。香川県におけるうどん生産量の推移（ゆで麺・生麺・乾麺の合計、香川県農業生産流通課調べ）は、1980年代は1万トン台中盤から2万トン台中盤、1990年代は3万トン強から4万トン台後半、2000年代前半は5万トン弱から6万トン台中盤であった。2009年の生産量は59 643トン（小麦粉使用量）、全国1位であり、2位の埼玉県の2倍以上となっている。1980年にはわずか5%でしかなかった日本国内シェアは、以後四半世紀で四半分に迫るほどの伸びを見せた。
香川県民を対象とした調査によると、うどんを「週に1回以上食べる」人の割合は90.5%、「まったく食べない」人は9.5%であり、「週1回」が最も多く50.8%であった。
うどんは観光客向けの名物というよりは、老若男女問わず県民の生活に密着した食物・食習慣となっている。うどん店は高松市・中讃を中心に県全域に分布し、たとえば観光用に店鋪の特定集中区域はない。彼らは県外に出てもうどんへのこだわりを隠さず、里帰りにうどんを食して帰郷を実感するほどである。

### 香川県における風習
うどんにまつわる地域行事も存在する。半夏生（7月2日頃）にうどんを食べるという慣わしがあり、この習慣に基づきさぬきうどん協同組合が毎年7月2日を「さぬきうどんの日」と制定しているほか、大晦日には年越し蕎麦ではなくうどんを食べる県民が一定の割合で存在しており、玉売のうどん店や製麺所は多忙を極める。また新たな行事やイベントのプロモーション活動にも余念なく、2009年からは「年明けうどん」をプロデュースするなどしている。

### 統計

香川県のうどん生産量の推移（農林水産省調べ）。棒グラフは生産量（小麦粉使用トン数）、折れ線は全国シェア（パーセント）[17]。
香川県の観光客数の推移（単位:千人）[4]。
うどんとそばの生産量合計が多い県5傑（2009年）。単位は小麦粉使用トン数[17]。

## 名称

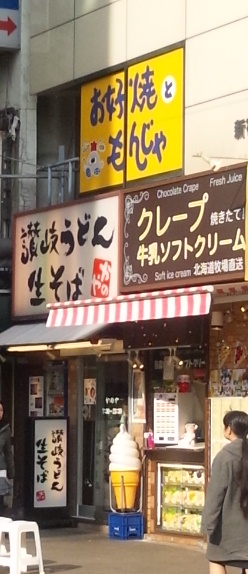
うどんに「讃岐」を、そばに「生」を付記した店看板（東京都新宿区）

日本国内では、名称に対する使用制限はない。理由として、全国生麺類公正取引協議会と公正取引委員会は「どこで作っても物は同じ」との見解を示している。この要因によって全国各地で当名称を名乗るうどんが作られている。2000年代初旬頃までうどん業界では「讃岐うどんは香川産」という常識が存在していたが、人気の全国的な拡大によってこの常識は崩れていった。
ただし、生めん類において「名物」「本場」「特産」などを表示する場合にのみ、公正競争の立場から次のような規制が適用される。
|              | 基準 |
| ------------ | --- |
| さぬきうどん | - 香川県内で製造されたもの - 手打、手打式（風）のもの - 加水量 - 小麦粉重量に対し40%以上 - 食塩 - 小麦粉重量に対し3%以上 - 熟成時間 - 2時間以上 - ゆでる場合 - ゆで時間約15分間で十分アルファ化されていること |

香川県外ではしばしば看板やメニューの標記として、具なしのうどん（香川で「かけ」「かやく」などと呼ばれているもの）や店独特のうどんメニューの名称として当名称が用いられることがある。

### 名称に関するトラブル
生めん類で名産・特産・本場・名物などを表示しなければ、自由に使用可能であるため（前述）、それに起因したトラブルも発生している。
- 味の劣る物・粗悪品・類似品の流通[27][12]。
- 2008年3月、台湾で類似の名称で14の商標が現地の冷凍食品メーカーによって商標登録され、当名称を店名に使用した現地日本人の店に対し、2007年11月に権利を保有していた台湾企業が名称の使用停止請求を行った[25]。現地日本人うどん店経営者は台湾の経済部（経済産業省）知的財産局に商標登録無効を求める審判を申し立て、2010年11月に同局がこれを認め商標登録を無効とした[30]。権利を保有していた台湾企業は、この決定を不服として取り消しを求めた行政訴訟を起こしたが、知的財産法院（裁判所）は2011年12月8日までに全14件のうち4件を却下する判決を下し[30]、残る10件についても同じく却下する判決が2013年8月までに確定した[31]。
- 中華人民共和国上海市在住の個人による「讃岐烏冬」[注 4]名称の商標登録申請が問題化し、2009年8月にこの申請に対して異議申し立てを行ったため、中国商標局はこれを認めない決定を下したことを、香川県が2011年7月19日に発表した[32]。

## 歴史
ここでは、特に香川県のうどんに係わる歴史を述べる。

### 江戸時代以前
讃岐国は瀬戸内海式気候で日照時間が長く、平地に恵まれた地勢ゆえ穀物栽培に適している。条里制が敷かれていた奈良時代から一大穀倉地であったが、主要な作物は長らくイネであった。やがて戦国時代から江戸時代にかけて二毛作が盛んになり、小麦の生産が増加した。
秋の収穫を終えた水田から一度水を抜いて畑にすることで麦を栽培する二毛作は、降水量にも大河川にも恵まれない讃岐国において貴重な農業用水を有効活用する方策の工夫を促し、ため池が点在する讃岐平野の特有の景観もこの頃に形作られた。
江戸時代中期以降は商品作物の栽培が奨励され、米・小麦以外にも綿花、サトウキビなど様々な作物が生産されるようになった。また少雨の気候は製塩に適するため19世紀初頭から坂出に塩田が開発された。讃岐国はじめ瀬戸内海沿岸の諸国で生産される塩は「十州塩」と総称されブランド化された。瀬戸内気候の地勢を生かした讃岐国の名産品「塩」「砂糖」「綿花」は「讃岐三白」と称される。
讃岐国の名産品のひとつである醤油は製塩が盛んになる以前から小豆島や引田で行われていた。しかし江戸以前は醤油は高級品であり、産地の庶民が気軽に地元消費していたとは考えにくく、江戸中葉以前の讃岐におけるうどんの形がどのようなものであったか（あるいは他所との違いは無かったか）は、なお研究を待たねばならない。なお、当時の大消費地におけるうどんのレシピには、垂れ味噌または煮貫き(いずれも味噌由来)を用いるとあり、醤油の記載はない。
讃岐でのうどん屋の記述が、元禄末（18世紀初頭）に描かれた『金毘羅祭礼図屏風』に現れる。200軒あまりの建物がひしめく金刀比羅宮門前町の活況を描いたこの屏風には3軒のうどん屋が認められ、いずれも絵馬様イカ型の特徴的な形の招牌（しょうはい、看板のこと）を掲げて営業している。同時代の浮世草子『好色一代男』（1682年）の挿絵でも、三河国は芋川に開いたうむどん屋（うどん屋）が同じ形の招牌を掲げている。この形状の招牌は、讃岐に限らず麺類を出す店の看板として一般的であった。
江戸時代後期には金毘羅参りを対象とした旅籠が増え、その1階がうどん屋であることが多かった。また参拝客が船で発着する丸亀や多度津にもうどん屋があった。うどん屋の店頭には麺を茹でる釜が据えられ、うどんを入れた砥部焼の鉢、付け汁を入れた猪口、そしてショウガやネギが供され、漬けて食べる形式が一般的だった。

### 明治時代～戦前
明治時代には夜なきうどんの行商人が高松市内に増え、1887年頃には天秤棒の両端に縦長の箱を下げ、頂部に石油ランプを灯して鈴を鳴らしながら売り歩いていた。箱の下部には丼鉢や湯沸かしを入れ、総重量は60-70kgだったといわれる。20世紀に入るとこれらの業者は全て車輪付き屋台を用いるようになり、その両脇に飾り格子をはめて行燈を吊るしていた。うどんは鰹節と出汁を掛けたぶっかけで、人気があったという。
夜なきの行商人は生麺の卸売業者（玉卸し屋）と契約して道具を借り、営業を行っていた。当時は5軒の玉卸し屋があったが、大正時代にはのれん分けの関係を基に3系統に分かれ、第二次世界大戦終戦までこれが続いていた。
昭和初期には飾りガラスなどを凝らした屋台が並び、夜の高松の風物詩と呼ばれた。
農村部では水車の動力を利用した製粉業が盛んになり、粉を仕入れる小規模な製麺業者も増加した。1930年代にはエンジン式の製粉機が普及し始め、20世紀後半には完全に水車に取って代わっている。同時期には機械式製麺も全国に広がったが、香川県では手打ちの製麺所が残った。
20世紀前半の香川県では年中行事や冠婚葬祭でもうどん料理が振る舞われ、「うどんが打てぬようでは嫁にも行けない」という言葉があったという。

### 第二次世界大戦以後
終戦直後で小麦粉が十分に手に入らない中、高松市などでは代用品としてドングリや芋の粉を用い、足りない粘り気はワラビの粉やところてんで繋ぐなどしてうどんが作られていた。小麦粉の供給は、1949年頃から闇市を中心に回復してきた。
うどんは主に家庭で消費され、また喫茶店や大衆食堂を含む様々な飲食店にうどんは置かれた。1960年代にはその数3,000から3,500と推定される。当時はまだうどん専門店と呼べるような店は高松市内でもほとんど存在していなかったが、1960年代半ばから香川県独自のセルフサービス方式のうどん専門店が登場した。1970年前後からはメニュー数種を揃えたうどん専門店も増え始め、現在に至る香川県におけるうどん店の状況が形作られていった（香川県におけるうどん店の業態に関しては後述する）。飲食店の分化・専門化が進んだことでうどんを扱う飲食店の総数は逆に減少した。
1963年2月に高松駅の構内に立ち食いうどん店が開店した。当時、立ち食い蕎麦は全国の多くの駅にあったが、うどんは前例がなかった。まもなく高松駅構内には2号店もオープンし、テレビなどで「食べる民芸品」として県内で味の評価の高い店が紹介された。
1969年には宇高連絡船甲板の立ち食いうどんコーナーが営業を開始した。また、この頃にポリエチレン包装など衛生面の進歩により保存期間が伸び、現在の「公楽のさぬきうどん」の元となる製品など土産品の販売も上昇してきた。
この頃まではうどんが香川の名物であるという認識はそれほど一般的ではなかったが、1970年の大阪万博で和食チェーンの京樽の運営するレストランのメニューの一つとして供され、ガラス越しに手打ちを実演し毎日6,000食を売り切るなどし、知名度も上昇していった。
1974年に加ト吉（現・テーブルマーク）が「冷凍讃岐うどん」を開発、冷凍麺市場に参入し、製造・販売を開始。しかし、品質面における特徴であるコシの強さが出ていないとの理由から、当時の社長は直ちに改良を指示し、製法や茹で方を研究し試行錯誤を重ねた末、新技術の開発や新装置を導入して「コシ」問題を解決し、1976年にリニューアル発売した。1978年にはキンレイがコシを目指して再現したアルミ容器入り冷凍鍋焼きうどんを発売。

### ブーム

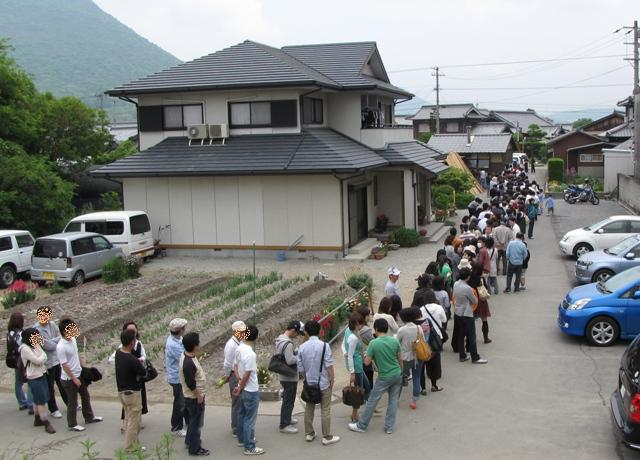
有名店の行列（香川県内）。

1980年代末頃から、香川県のタウン情報誌『月刊タウン情報かがわ（TJかがわ）』で連載された個性的なうどん店の紹介企画「ゲリラうどん通ごっこ」が評判となる。県内で「うどん屋探訪」がレジャーとして盛んになり、味に加えて個性的な店自体を楽しむ客が大きく増えた。
1988年には瀬戸大橋の開通が好影響を及ぼし、加ト吉「冷凍讃岐うどん」の売上が急増した。
まず、在京テレビ局のグルメ番組で、1992年頃から武田鉄矢や吉村明宏といったタレントと穴場うどん店を巡る番組が放送され始め、それは一過性のものに終わることなく引き続いていく。近隣の地方局でも情報番組などで穴場うどん店紹介を頻繁に取り上げる。やがて90年代後半には料理対決番組でのうどんVSそば、テレビ東京『TVチャンピオン』での「讃岐うどん王選手権」の定期開催など、うどんと穴場うどん店にまつわる露出が加速していった。
また出版物においては1993年に上記連載の単行本『恐るべきさぬきうどん』がホットカプセル（TJかがわ出版元）から県下で発売、後に新潮社から全国発売される。これは何巻にも渡って刊を重ねた。並行して、雑誌『レタスクラブ』『DIME』『Hanako』『AERA』などへの寄稿・アドバイスを精力的に行う。これらの書籍・記事に触発されたうどん遠征記なども書籍化された。広告プランナー佐藤尚之（さとなお）の『うまひゃひゃさぬきうどん』（1998年）もその初期の一つである。
1998年の明石海峡大橋の開通により、京阪神方面と香川県が高速道路で直結した。上記の動きとあいまって、県外からもうどん屋巡りを目的とする観光スタイルが広がっていった。また同時期を通じて、香川県のうどん生産量は倍増し、田舎の「穴場店」に観光客が行列を作る光景が見られるようになった。
2006年には映画『UDON』が公開された。

#### ブームの回数と発生年
香川県農政水産部は、20世紀後半から4度のブームが起きたとする。当時のTJかがわ編集長の田尾和俊は第3次と第4次を連続したブームとしている。ブーム発生の年は以下の通り。
- 第1次：1969年
  - 最初の注目。立ち食いうどん、大阪万博への出店や金子正則知事によるトップセールスなどによる。当時香川県はPRのためキャラバン隊を組織していた。
- 第2次：1988年
  - 瀬戸大橋の開通を受けて四国全体の観光客が増加し、うどん店への客も増加した。一部の店が値段を高騰させるなどの問題も生じた[60]。橋の開通が好影響を及ぼし、冷凍ものの売上が急増し[53]、全国的に手軽な讃岐うどんとして普及していった[61][62]。
- 第3次：1995年
  - 地元メディアの仕掛けによる香川県内のうどん店を巡る客の増加。引き続く全国区への「怪しい店」露出による県外からのうどん店目的の観光客の増加。
- 第4次：2002年
  - 香川県外でのセルフうどん出店増加により、讃岐うどんを認知し、実際に食べる機会が増えた[61]。

### セルフうどんの全国展開

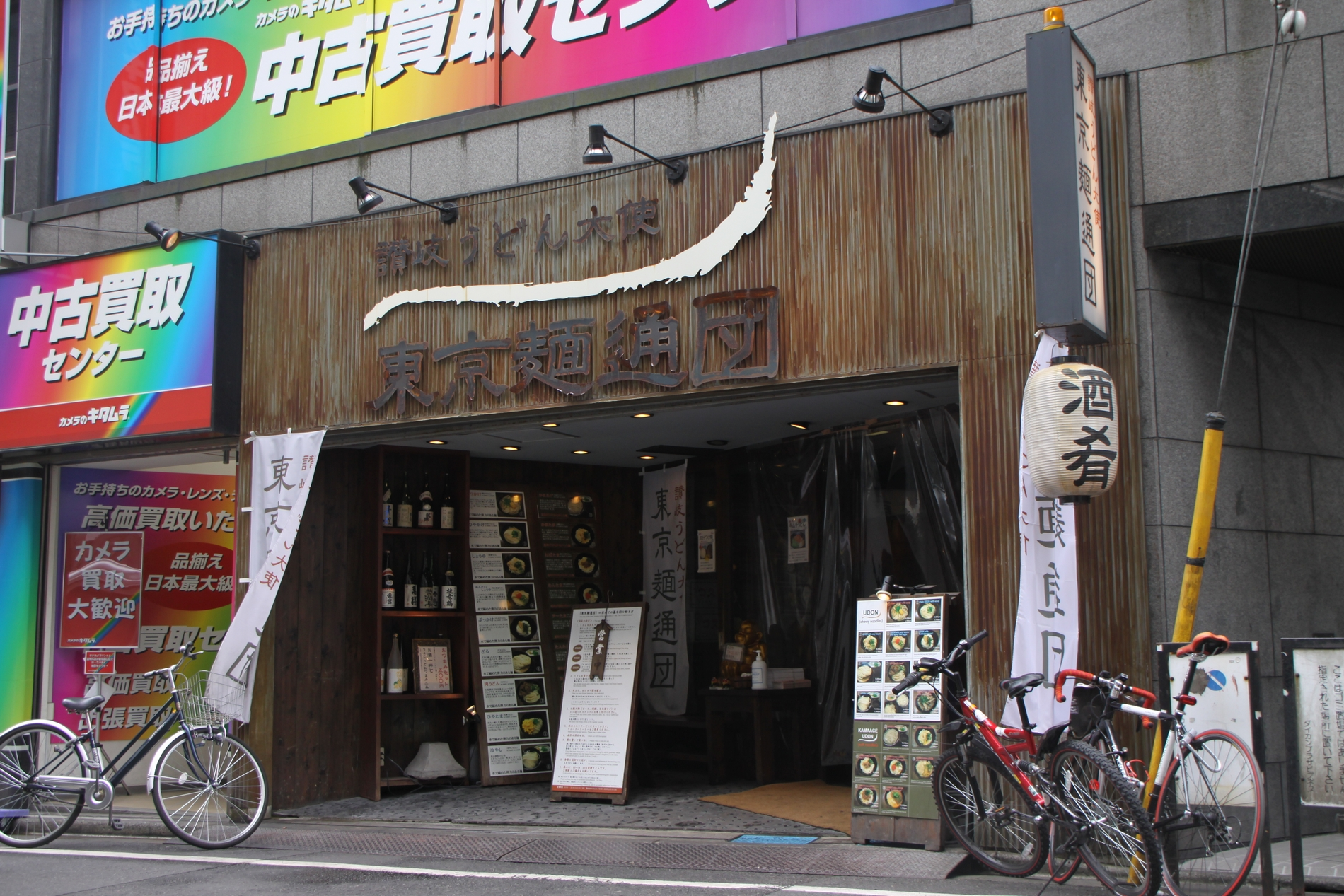

「セルフうどん」（セルフサービスのうどん店）は香川県では1960年代半ばに登場し1970年代初めには広まっていたが、県外では隣接地域を除いてあまり見られなかった。2002年にセルフ方式のうどん店が首都圏に開店したのを皮切りに、日本各地で同様のセルフうどんが次々とオープンした。背景として「外食デフレ」の時代に合致した低価格路線の商材であったことや、スターバックスやドトールコーヒーショップなどセルフ方式を導入したコーヒーショップの普及で、飲食店におけるセルフ方式の懸念が払拭されたこと、B級グルメブームが挙げられている。この最初の出店ラッシュは2005年頃には一段落したが、その頃には廉価・手軽な軽食の一つとしてある程度定着し、ショッピング街やフードコート、主要な街道沿いなどで見かけることが珍しくなくなった。
香川県外でのセルフうどんの増加は、既存の外食産業企業グループの多角化の1つとしてのチェーン・フランチャイズ展開が牽引しており、零細店舗がしのぎを削る香川県内とは様相を異にしている。そのため県外資本のチェーン店企業は、本場香川県への逆進出に慎重である。
2000年代半ばをピークとして国内全体の麺類生産量が下落傾向である中、セルフうどんはなお右肩上がりで成長している。香川県外資本チェーン店は、さぬきうどん振興協議会によると「13」（2012年時点）に上る。
チェーン店は日本国外にも展開している。2010年、上海国際博覧会にはなまるうどんが出店（期間出店）。2011年には上海（はなまるうどん）セルフうどんの常設店が開店した。

### うどん県
2010年の香川県観光交流局の調査によれば、観光客は香川県の魅力としてうどんを69.0%でトップに挙げ、2位の豊かな自然や景色 (37.1%) を大きく上回っている。旅行先として香川県を選択した理由のトップもうどん（43.2%、2位名所旧跡は23.9%）、観光客飲食状況も66.4%がうどんを食べた、など、名実ともにうどんは観光の目玉となっている。
しかし香川県イコールうどん、とあまりにもイメージが固定化しており、そんなうどん以外の観光資源が注目されない状況を打破しようと、香川県および香川県観光協会は2011年10月、「うどん県。それだけじゃない香川県」プロジェクト特設サイトを開設し、うどんをきっかけに他の地域産品も知ってもらえればと企図した。香川県が「うどん県」に改名したという設定で、要潤を副知事役に、香川出身のタレントを動員した地域紹介動画を公開したところ、たちまち注目を浴び、一時サイトに繋がりにくくなるほどのアクセスが殺到した。またTwitterやブログなどでもうどん県の話題が激増した。
現実のフェリーやバスの行先表示や、本物の県知事の名刺に「うどん県」と表示する、実際に日本郵便にうどん県宛の年賀状の配達を申し入れ快諾を得るなど、フィクションの枠を飛び出すほどのインパクトを生み出したが、肝心のうどん以外の産品のPRとしては課題が残り、香川県観光振興課では2012年度もうどん県PR予算として7250万円を計上した。

## 諸説・伝承
香川県でうどんの話題によく挙がるのが、うどんは弘法大師が唐から伝えたという言い伝えである。「民間伝承に過ぎない」という説も確かに多くあるが、「うどん空海請来説」のなかに次のような一文がある。「うどんは、空海が唐から持ち帰った「唐菓子」が源流といわれています。「唐菓子」は、小麦粉にアンコを入れて煮たもので「混沌（こんとん）」といわれていました。それが「検飩（けんとん）」となり、煮て、熱いうちに食べるものだから「温飩（おんとん）」となり、それが転じて「饂飩（うんとん）」となり現在の「うどん」になったと言われています。」（山野明男「うどん伝来の一考察」より）。しかし、これも史実としてすべての学会で公認されているとはいえず、結局、
お遍路さんなどにより大師信仰の強い香川では「何かわからないことがあるとお大師さまの仕業にして安心する」という大師信仰の所為にされている。今後の歴史研究、空海研究の実証的成果を待たねばならない。大師の説話はうどん屋の内装や広告に頻繁に取り上げられる。
1898年10月に善通寺市に駐屯していた陸軍第11師団の師団長に着任した乃木希典も、兵士の多くが休日に地元でうどんを食べていることに着目して栄養価や体力作りの面から部隊食にするよう提案・推奨し、除隊した兵士たちが日本各地でうどん店を開業したことが全国に広まったきっかけだとする説がある。
1963年に地方史研究家の十河信善と彫刻家の流政之がまんのう町のうどん店に行った際に、「うどんに明確な名前がないのは駄目だね。」という話になり、流政之が「讃岐うどん」と言う名前を提案したことによりこの名が広まったとする説がある。

## 取り組み
香川県立高等技術学校丸亀校（旧丸亀高等技術学校）では2003年より毎年、うどん職人を養成するさぬきうどん科（3か月、職業訓練）を開講し、卒業生の県内外での新規開店や就職に実績を挙げている。
かつて存在した瀬戸内短期大学には、さぬきうどんインストラクター養成という教育課程があった。
「年越しそば」以外の国民的麺食習慣を新たに創り出そうと、「年明けうどん」の広報活動がさぬきうどん振興協議会などの主導で行われ、各地の名物うどんや食品企業とも共同で取り組まれている。

## メニューなどの用語

### 調味材
だし
調味されたうどんの汁。一般的に「つゆ」「うどんつゆ」と呼ばれているものであるが、香川ではだしと呼ぶ。詳細は後述する。

### メニュー
2013年現在、麺そのものや業態をもって特色とし、完成した料理メニューとしては統一的なものはないと言える。メニューは非常に多岐に渡り、変り種のうどんも非常に多い。
かけ
薄めのだし汁をかけ、刻みねぎや天かすを載せたうどん。薄切りの蒲鉾を加える場合もある。シンプルで値段も安く、20世紀後半まで最も主流の食べ方だった。
冷たいかけうどんは「冷かけ」とも呼ばれうどん本来のコシが楽しめるが季節商品扱いの店舗が非常に多く夏にしか食べる事ができない場合が多く、さらには香川でもかけうどんは年中熱いものしか提供していない店舗も多い。その場合、いわゆる猫舌のお客のために麺を温めずに熱いだし汁をかける「冷あつ」にしてくれる場合もある。
かやく
意味は「具の入ったうどん」のことであるが、蒲鉾などが少し入っただけのシンプルなものから、いくつかの具を盛り合わせたものまで様々である。
生醤油（きじょうゆ）
うどん玉に醤油を少しかけただけのうどん。しょうゆうどんとも呼ばれる。生醤油とは呼ぶものの、用いる醤油は火入れしないいわゆる生醤油とは限らない。調味された醤油が使われたり、薬味や具が入れられたりすることもある。
ぶっかけ
濃い目のだし（つけだしに近いぶっかけだし）が、少なめにかけられたうどん。
具のあまり乗っていないシンプルなものから豪華なものまで店によって様々であり、共通点は「濃い目のだしが少なめにかけられている」という点である。大根おろしが乗ったものは「おろしうどん」とも呼ばれる。
湯だめ
冷水でしめて完成した玉を再度温めて湯に浸かった状態で供され、だしにつけて食べるうどん。
釜揚げうどんと対比されて使われる。最も古くからの食べ方で、夏期は冷水に入れて冷やしうどんとした。
しっぽく（卓袱）
根菜類を主にイリコの出汁で煮た汁をかけたうどん。鶏肉や豚肉を入れることも多い。家庭では里芋、ニンジン、大根、油揚げなど、店では天ぷらやちくわなどが具に入る。秋から冬を中心に食べられる、東讃地方の郷土料理。
釜揚げ
水洗いして締める前の熱いうどん、ヌメリがありコシやエッジは未完成。麺の状態のことを指すこともあれば、完成した料理のことを指すこともある。
釜玉（かまたま）
釜揚げを丼に手繰り入れ、卵、薬味、だしまたは醤油を混ぜて作られるうどん料理。メニューとしては綾川町の山越うどんが、発祥とされることがある。サッカーJ3のカマタマーレ讃岐の名称の由来にもなっている。

#### ギャラリー
- 生醤油うどん。
- ざるうどん。

## 業態
本節では、ある程度認知されている食べ方や業態 について説明する。

### 一般店
完成した料理を店員が上げ下げしてくれる、全国で一般的な飲食店の形態のうどん専門店。香川県内でもうどん店の分布には偏りがあり、最も多いのは中讃地域の綾川・土器川・金倉川水系周辺で、次いで香東川水系周辺に多く、西讃地域や東讃地域などは中讃地域に比べると店舗数は少ない。メニューには各種の具入りうどんや副食品の類が並んでおり、量や薬味の加減を店員に頼める点も香川県内外で共通している。
香川県内の一般店で特徴的なのは、おにぎり、おでんなどの作り置きのできる副食品は、一般店であっても大抵セルフサービスであるという点である。客は店に入ってすぐにそれらを取ってきて、食べながらうどんが出てくるのを待つ。なお、一般店のメニューは県外の一般的なうどん店と大きく異なることはない。一般的なうどんメニューについてはうどんの当該項目を参照。

### セルフサービス店
料理の受け取り、食後の食器の返却を客自ら行う、セルフサービスの業態を取るうどん専門店。
- 冷水で〆め蒸篭に並べられたうどん玉を客が好みの量を玉単位で丼に取り分ける。
- 湯と「てぼ」（鉄砲ざる）または「ぬくめいかき」（竹製の道具）が用意されていて、自分で好みの温度まで温める。
- 置かれている具や薬味を自分で取って入れる。ショウガを自分ですり下ろしたり、店脇の畑に生えているネギを自分で抜いてきて刻んだりする場合もある。
- タンクの蛇口を捻って、もしくは柄杓で掬ってだし（つゆ）を注ぐ。だしは温冷の双方が選べる。冷たいうどんに熱いだしをかけたり、その逆なども行われている。また、かけだしのほかにぶっかけだし、つけだしが用意されていたり、醤油、調味醤油などを少しかけるだけで賞味されることもある。
- ほとんどの店では料金の支払いは具などを選んだ後の先払いである。ごくまれに食後の後払いの店もある。

上記は一例であるが店と客の役割分担が店によって違うこともままあり、香川県民でさえはじめて入るセルフ店ではまごつくことがあるため、メニューではなく手順が掲示されている場合も多い。
長らくこのようなセルフうどん店は香川県や隣接する地域独特の業態だったが、2002年頃よりセルフ式うどんのチェーン店が県外へ出店し、短期間に急増した。香川県で標準的なセルフうどん店よりも客自ら行なう手順は少なくなっており、セルフうどん店が初めての客にも入りやすい工夫がされている。

### 製麺所
製麺所に什器を設け食事ができるようにしたうどん店であり、基本的にセルフサービスである。
看板や暖簾がない、什器などに気を遣わない、店舗が集客に適していない場所（路地裏、山奥など）に立地しているなど、とても客商売をしているようには思えないたたずまいの店が少なくない。

### 小売
外食としてだけではなく家庭でもうどんはよく消費される。外食店が今のように増加する前は、うどんは買ってくるか手作りするのが主流であった。
うどん玉
茹で済みのうどん玉の形で販売されるもの。家庭では湯通しして（湯掻いて）利用される。製麺所などで蒸篭から取り分け販売されるほかに、袋詰めにしてスーパーマーケットなどでも販売される。塩を軽く振りかけ、そのままおやつとしても食される。
冷凍うどん
工場生産の冷凍食品。日本冷凍めん協会によると製法から分類され、「冷凍茹で麺」「冷凍生麺」「冷凍調理麺」「冷凍セット麺」といったカテゴリーがある。主流は「冷凍茹で麺」 で特徴としてコシの強さが挙げられる。その理由として工場の生産工程にて茹でた直後に冷凍するため水の分散状態が保たれる ことや、足踏み製法など職人が行う工程と同じ効果を持つ製造方法を工場の生産過程に取り入れる、タピオカの原料になるキャッサバの使用 など、各商品によって様々な研究と工夫を行っていることにより生み出されている。調理法は指定の時間茹でて水洗いしてから利用するものが多いが、電子レンジ や流水で調理可能な物も登場した。保存が利き段階的に改良が進んで味の評価が高まってきたため、全国的に家庭調理の生めん類において主流になりつつある。香川県内のメーカーのほか、各地の大手食品メーカーも手がけている。
生、半生
茹でる前の、生地を伸ばして切った状態で販売されるもの。水分量を調節するなどして乾麺に近い状態にし、常温である程度の保存が可能なものもあり、半生と呼ばれる。指定の時間、茹でて水洗いしてから利用する。
乾麺
茹でる前の生地を伸ばした状態で、天日干しに近い環境で乾燥させて販売されるもの。保存性に優れ、全国のスーパーマーケットで販売されている。

#### ギャラリー
- セルフサービス店の店構え
- セルフサービス店内の様子（さぬき市）
- 醤油醸造元が営業する店（東かがわ市引田）

## 食感・製法・原料

### コシについて
古来よりそばよりもうどんが好まれてきた西日本において、大阪や博多など柔らかい麺が特徴の地方に対して明確に弾力が強い。これをコシが強いと呼称する。コシという言葉はそれを使う人によって、硬さや弾力、または粘度であったりと、言葉の定義が必ずしも共有されていないが、味の評価は、この麺のコシの強さによってなされる部分が大きい。店やメニューの紹介ではだしや具の味、佇まいなどが取り上げられても、麺の評価がそれ以外の要素の評価よりも上位に位置する場合が多い。一方、かつては製麺所から麺を仕入れる店が多かったため、むしろだしが店ごとの個性として重視されていた。
しかし、前述の通り「讃岐うどん」には「名物」や「本場」と付けない限り表示に関しての規定がないため、「博多うどん」のような明確にコシの弱い麺でも「讃岐うどん」と称して提供してしまうことが可能である。この問題はそばが好まれうどんがあまり一般的ではなかった東日本において顕著である。
うどんのコシについての学術的研究では、コシは「咀嚼中の総合的な食感」というテクスチャーをもって表現されている。調査によれば、弾性率と粘性率がそれぞれ 1 × 105 Pa、1.5 × 108 Pa·s 以下と軟らかく、かつ破断強度が大きいうどんが、コシがあって美味しいと評価されている。すなわち、噛み切るのに力が必要だが軟らかいのがコシのあるうどんであり、単純に硬いだけではコシがあるとは見なされない。
コシのもう一つの特徴は、それが「時間とともに急速に失われていく」ということである。これはうどんの破断強度が2時間で約2/3まで低下することからも分かる。コシ（ないし美味しさ）は、茹でて水で締めたその瞬間に最大となって分単位で失われる。これは時間が経つとともに水分分布が均一化して全体が糊化（アルファ化）し、噛み始めが硬くなる一方で噛み切るのに必要な力は減少し、コシがなくなっていくためである。このため、店で食す場合の当たり外れは店に入るタイミングが全て、とも評される。時間とともに出現するような類の美味さは一般に存在しないが、茹でおきを提供する店もある。

### 手打ち式製法・足踏み製法
上記のようなコシが生まれる原因として、特有の手打ち式製法があげられる。これには一般的な機械式の製麺と比べて
1. 十分な混捏
2. 圧延が多方向
3. 生地の熟成

といった特徴がある。この中で1と2は生地の中のグルテンの分布を均一にする効果があり、3には生地からの脱気や遊離脂質の減少と結合脂質の増加をうながす効果がある。3には1によって生地に生じた応力を緩和し、軟らかく伸びるようにする効用もある。
また、食塩水の添加も重要な要素となっている。加える水の量を増やすことによってグルテンの均一性を増す事ができるが、多すぎると生地の粘弾性が増して硬くなる。また食塩を加えることで生地の伸びがよくなるが、多すぎると逆に低下する。このため食塩水の量と濃度を調節することが重要であり、古くから「土三寒六常五杯」（土用など夏期は1杯の塩に対して水を3杯加え、寒中の冬期は水を6杯にする）という言葉が目安にされてきた。これらの要素が組み合わさってコシは得られている。
生地はうどんゴザをかぶせた上から裸足の足裏で踏みつけて腰を出す「足踏み」製法がかつての主流であったが、衛生面から戦後この方法の是非が問題となった。このため効率化を兼ねて、製塩業に用いていた藁の加工機をベースに混捏用の機械が1965年に開発された。1968年に香川県が製麺業の免許の交付・更新の際にこの機械の採用を義務付けたため普及が進み、1970年には北海道など全国各地や韓国ソウル、米国アラスカ州など日本国外にも出荷されている。このような流れであるため「足踏み」製法は規模縮小しつつも、衛生面からビニール を用いて生地を保護 した上で、今日においても根強く行われている。また、生地に十分な粘りを生み出しながらそれを延ばす方法として「すかし打ち」という独自の高度な技法がある。

### 小麦粉
香川県産のうどんの原料となる小麦粉は、かつて稲の裏作として盛んに栽培されていた県内産の小麦（地粉）が使われていた。最盛期の栽培面積は10,000ヘクタール以上にも及んだが、高度経済成長期に急減して1973年には326ヘクタールとなった。その後は栽培の振興施策などもあって1987年に4,130ヘクタールまで回復したが、1997年には475ヘクタールまで再び減少している。
1970年代には粘りの強いカナダ産と、さらさらしたアメリカ産の小麦をブレンドして主に使っていたが、現在は多くがオーストラリア産であり、日本のうどん用に最適化して開発された「オーストラリアン・スタンダード・ホワイト・ヌードル・ブレンド（Australian Standard White）」（略称：ASW）という麺用中力粉が用いられることが多い。県産のうどん用小麦としてはもともと農林26号など が使われ、20世紀末にはASWに対抗するため県が「さぬきの夢2000」を開発したが、生産量の少なさ、製麺の難しさ、2004年に起こったJA香川県による不当表示問題（後述）などによるブランドイメージの低迷などにより普及はあまり進まなかった。
一方でオーストラリア産の小麦と、さぬきの夢2000をブレンドした讃岐うどん用の小麦粉なども開発され、これを使用した半生うどん「幽玄 premium」がモンドセレクションの金賞を受賞している。また「さぬきの夢2000こだわり店」の認証も行われており、さぬきの夢2000を100%使用した店名も明示されている。これは、「めん」「だし」「サービス」の三つを厳しく審査するものである。
2010年3月18日には後継品種として「さぬきの夢2009」が品種登録された。

### だし
麺の食感という共通の価値観を除けば、味付けなどは非常にバリエーションに富んでいるが、特徴付けるものとしてはほかに、イリコ（煮干し）のだしが挙げられる。香川では、近隣の伊吹島がイリコの名産地であることなどからイリコを使った濃厚なだしが昔からよく使われ、主張の強い麺と豊富な食べ方のバリエーションを下支えしてきた。イリコのだしは一般的な日本料理では煮物や味噌汁などに用いられるが、それはイリコが青魚独特の臭みを持つため、二番出汁相当の使われ方をするものだからである。うどんつゆのような「表の味」には鰹節・昆布によって調製される一番出汁が用いられることが多い。しかし、繊細な一番出汁では、「強さ」に負けかねない事もあり、地元のイリコと北海道産の昆布を組み合わせてだしを作ってきた。煮干しの臭みを取るためには、焼いた鉄の棒をだしに入れる方法などが採られ、最後に加える醤油にも生臭さを消す効用がある。なお、つけ汁には濃口醤油、かけ汁には薄口醤油を使い、それぞれの分量を変えるなどの工夫がされている。

### 薬味
薬味にショウガやネギが多用されるのも特徴であり、これらはイリコだしと相性がよい。なお、一番出汁に香りの強い香辛料を加えると風味が損なわれるが、イリコだしとショウガの組み合わせはかえって臭みが消えて爽やかな風味がうどんを引き立てる。
このほかにも唐辛子やからし、すりゴマ、花がつお、スダチが従来から用いられてきた。近年では食品の地域性も薄れて入手性もよくなり、さらに多様な薬味が供されている。他県のうどんやそばと同様、七味唐辛子、山葵なども定番であり、イリコや様々なふしを混合した新たな味も次々生まれている。また県外に進出するとともに、かけだしにショウガも広まっている。「おろしうどん」など冷たいうどんにはレモンを用いる店もある。

## 統計
「香川県民は一人あたり年間○○玉のうどんを食し、日本一うどんを食べる」という表現はしばし使われるが、その数字は100玉程度から300玉を超えるようなものまで様々であり、根拠が必ずしもはっきりしない。これは「うどんの玉の数」という明確な統計がないためである。たとえば、総務省の家計調査 では、「うどん・そば」と一括りにされている。また、統計における数字を目分量であり店によって量が倍ほども違う「うどん玉」の数に換算することの問題もある。一方でこれは「うどん玉」という単位自体の問題であり、人口当たりのうどん生産量や消費量が日本国内で圧倒的に高いことは統計的に明らかになっている（概要参照）。
また、香川県民を対象としたアンケート調査によると、うどんを週に1回以上食べると回答した人が9割いた。食べる人の内訳は週に1回が5割、週に2〜3回が3割、週に4回以上が1割であった。また、まったく食べない人と回答した人は1割であった。
香川県のうどん屋の数については、毎年発行される讃岐うどん店を網羅したガイド本 では800軒前後が掲載されている。うどん屋またはうどんを生産していると思しき箇所として、県では1100軒程度（2005年度）を把握しているようである。店舗は特に高松地域と中讃に集中しており、その中でも紹介頻度が高いのは高松市以西の綾川や土器川などの河川沿いの店が多く、良質な地下水を大量かつ安価に使用できる環境の影響が指摘されている。同様に、東讃や瀬戸内海の島嶼部でうどん店が少ないのは平野部が海岸砂州や後背湿地から形成されて地下水に恵まれないためともされる。

## 讃岐うどんや店舗営業に関する問題点

### 水質汚染
ゆで汁を起因とする水質環境汚染が近年問題視されているため、香川県は解決に向けて取り組みを行っている。
香川県では、下水道の普及率が令和元年でも50%以下と四国他県を上回るものの、全国的には40位台で整備が遅れている。店舗の大多数は零細企業に該当するため排水規制がかからず、下水道のない地域では高濃度のデンプン質を多く含むうどんのゆで汁が 、浄化装置を通さずに店舗近くの水路や川に直接放水されていることが多い。川底にうどんの切れ端が重なり合って沈んでいたり、ゆで汁に含まれる澱粉が沈殿したり などの要因で、香川県一般の飲食店などの中でも最悪の環境汚染状態であり、環境汚染が懸念されている。ブームに伴い排出量が大幅に増加し、小規模の店でも毎日トン単位の水を大量に消費していることから、環境に対する影響も悪臭 などが発生したことで苦情が寄せられるほどになった。県では県下のうどん店に、うどん店排水処理対策マニュアル などの配布を行ったが、小規模事業者が抱える設備資金負担の問題もあり 大きな改善が見られなかった。そこで次の段階として、小規模店舗にも設置しやすいうどん排水処理装置の開発、規制と共に罰則を想定した条例施行に向けた動きなど、解決に向けた取り組みが行われている。
また、廃棄うどんからバイオメタノールを作るプラントを開発した企業や、ゆで汁から石鹸を作る企業など、民間からも対策に乗り出すものが現れている。

### 小麦粉の産地偽装
香川県農協が販売したもののうち、「香川県産小麦100%」「さぬきの夢2000小麦粉100%使用」を謳っていながら、実際はオーストラリア産の小麦が平均で約8割使用されていたことが、香川県の調査で2004年11月8日に発覚した。さぬきの夢2000はうどんに加工した時のもちもち感・のどごしや小麦本来の香りとうまみが特徴だが、オーストラリア産より価格が高いことや加工時に水加減が難しく切れやすいなど扱いにくい側面も併せ持っていることから、加工時に切れにくくするため下請け業者が豪州産小麦を混ぜて使用していた。

### 迷惑駐車
店舗が用意する駐車場にて駐車できる車の数が数台分しかない場合やまったくない場合もあり、自動車で訪れる一部の客がその店舗周辺地域で迷惑駐車を行い、近隣住民の迷惑やトラブルとなるケースが存在する。
高松市鶴市町の池上製麺所はうどん通の間では有名だった事から、ブームの発生で近隣にあるマルヨシセンター鶴市店（2020年9月閉店）の駐車場への無断駐車が増加し、同店の客が駐車できない事態が発生したことや、近隣地域で違法駐車が後を絶たないなどのトラブルにより、ついに地主から立ち退きを命じられ、同市の別の場所に移転する騒動となった。

### 健康面
うどんの早食いやおにぎりなど他の炭水化物との重ね食いといった食生活習慣が、糖尿病や肥満の一因になっているとの指摘もある。香川県庁は対策として、野菜との食べ合わせや適度な運動、健康診断の受診などを呼び掛けている。難消化性デキストリンを練り込むなどして、糖質の吸収ペース（血糖値の上昇度合い）をおだやかにする麺を開発する製麺会社もある。